# Slobodan Kačar
Slobodan Kačar (srbskou cyrilicí: Слободан Качар; * 15. září 1957 Jajce) je bývalý srbský boxer narozený v Bosně a reprezentující Jugoslávii. Na olympijských hrách v Moskvě roku 1980 získal zlatou medaili v polotěžké váze (do 81 kg). Na amatérském mistrovství světa v Bělehradě roku 1978 získal bronz ve váze střední. V roce svého olympijského triumfu byl vyhlášen jugoslávským sportovcem roku v tradiční anketě deníku Sportske novosti. V roce 1983 přestoupil k profesionálům a i zde se mu velmi dařilo. Stal se profesionálním mistrem světa v polotěžké váze (organizace IBF). Titul držel od 21. prosince 1985 do 6. září 1986. Když rok poté profesionální kariéru ukončil, opouštěl profi ring s bilancí 22 vítězství a 2 prohry. Jeho amatérské i profi období spojuje 8 let a 4 měsíce, kdy neokusil porážku – což značí sérii 99 vítězství v řadě. Jeho starší bratr Tadija Kačar byl také boxerem a stříbrným olympijským medailistou z roku 1976. Před olympiádou se měl utkat s bratrem Slobodanem o účast na hrách, ale odmítl to a uvolnil bratrovi cestu.